# Ahrensburgkulturen

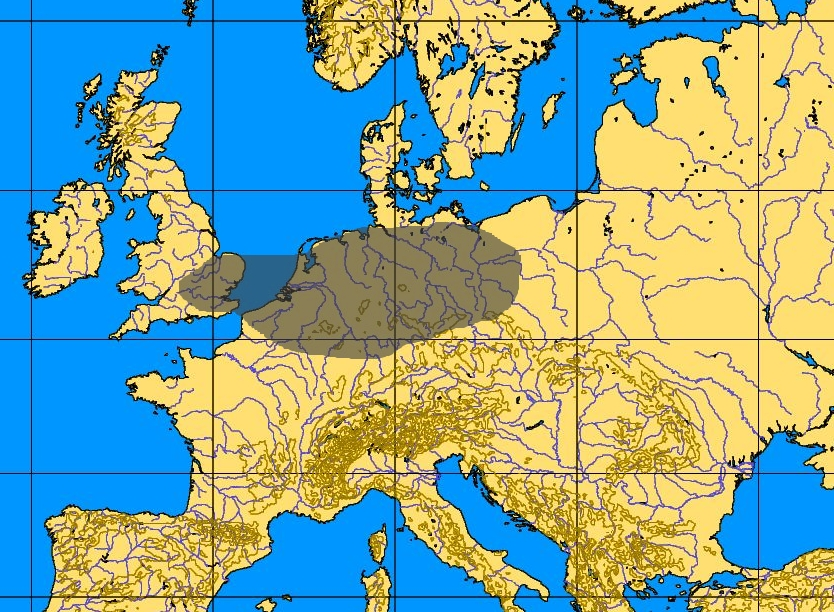
Utbredningsområde

Ahrensburgkulturen (11000–8000 f.Kr.) är en renjägarkultur som utbredde sig i norra Tyskland, Nederländerna, Belgien med enstaka fynd i Polen  men med Oder som gräns i huvudsak. Den befolkade förmodligen också Skåne och Västsverige. Kulturen kan eventuellt ha härstammat från brommekulturen eller hamburgkulturen. Namnet kommer från staden Ahrensburg som ligger direkt i anslutning och nordöst om Hamburg.

## Forskningshistoria

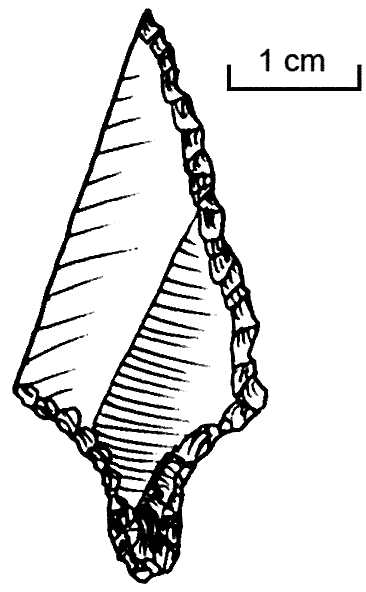
Den lilla triangulära tångepilspetsen, är karakteristisk för slutet av senglacial tid.

Analys av fynden från Stellmoor Hill och Lavenstedt i västra Tyskland ledde Gustav Schwantes att skapa begreppet ahrensbergkulturen för en kultur med tångespetsar utan ventral retusch (se bilden till vänster). Spetsarna var lika de från boplatsen i Lyngby, men mindre i storlek. Ett år tidigare hade han ansett att de var lyngbyspetsar. (Schwantes 1927).Under tidigt 1920-tal hade han själv och andra beskrivet Lyngby (heter numera brommekulturen) med sina typiska stora tångepilspetsar. Senare blev det klart att brommekulturen använde tekniken med en direkt hammare utan mellanstycke. Utgrävningarna 1934-1936 vid Stellmoor av Alfred Rust är fortfarande bland de viktigaste i utforskningen av ahrensbergkulturen. Platsen och dess material har upprepade gånger studerats på nytt av många olika forskare. Schwantes trodde inledningsvis att Ahrensburg var äldre än brommekulturen, medan Graham Clark i sin studie av kulturer med tångespetsar 1936, hans doktorsavhandling, såg dem som samtida. År 1935 visade pollenanalyser från Stellmoor att Ahrensburg var yngre än hamburgkultur, vilket tydligt framgår av lagerföljden vid Stellmoor. Några år senare visade utgrävningar i Hamburg-Rissen att Ahrensburg var yngre än federmesserkulturen. År 1968 använde Taute benämningen ahrensburgciekeln för fynd av tångespetsar där ahrensburgtypen var dominerande till antal över sporadiska brommespetsar eller spetsar med ventral retusch. Han betonade vikten av statistisk analys för klassifikation av kulturerna. Under 1960-talet studerade Werner Mey paleolitiska boplatser i Berlinområdet. Viktigaste boplatsen som May studerade var Berlin Tegel A. Senare utgrävdes boplatsen Burow 1 . Dessa senare boplatser var viktiga för studien om de båda kulturerna vid mellersta Oder.

## Renjägarkultur
Det arktiska klimatet som då rådde Nordeuropa och Skandinavien krävde stora jaktområden för att livnära människorna. Födan var nästan uteslutande vildren (ungefär 600-1 000 fynd), men även älg, bison, vildhäst samt rester av lodjur, bäver, varg och räv har återfunnits men de utgör en mycket liten del av det osteologiska materialet. På hamburg- och ahrenburgkulturernas jaktplatser vid de glaciala tunneldalarna i Schleswig-Holstein finns en stor koncentration i avfallslagren av villebråd av ren (99%). Detta tyder på att de andra arter som påträffats fälldes så att säga av en ren slump och att renen, som är ett typiskt flockdjur, var det enda djur som jagades på allvar. Genom att följa en renhjord hade en grupp jägare inte bara skaffat sig ett vandrande födotillgång, till en viss grad jämförligt med en domesticerad hjord, utan hade också ständig tillgång till en stor del av de råvaror de behövde, hudar till kläder och tält, horn och senor till jaktvapen. Dessa jägare hade följt renen mot norr och fortsatte troligen att göra så på den skandinaviska halvön utan att inledningsvis förändra sitt redan intima förhållande till renhjordarna. Ur försörjningssynpunkt hade de redan nått fram till en mycket tillfredsställande relation. När hela den ekologiska ramen plötsligt förändras inom loppet av bara några få generationer. Orsaken var att det senglaciala klimatet efterträddes av det postglaciala och landisen inledde sin definitiva tillbakagång. Skogen började inkräkta på de öppna födomarker som tidigare varit renens speciella domäner. Det visade sig att Ahrensburgkulturen hade stora möjligheter att anpassa sig till nya levnadssätt även om vissa fortsatte att följa renen norrut. Mycket tyder på att Ahrensburgkulturens människor befolkade svenska västkusten och den norska kusten. Bevarade pilskaft har hittats i Ahrenburgs tunneldal som visar att kulturen använde pilbågar.

## Ahrensburgkultur och Swiderienkultur vid mellersta Oder
I arbetet The Ahrensburgian and the Swiderian in the area around the middle Oder River: reflections on similarities and differences studerar Katja Winkler de båda kulturerna
Att det finns många spetsar av både Ahrensburgtyp och Swiderientyp  vid mellersta Oder på båda sidorna om floden föregår etablerandet av en klar gräns mellan kulturerna. Båda kulturerna har bosättningar  öster och väster om Oder och det är svårt att skilja på grupperna i området. Övrig teknologi är likasom slagteknik, kärnreduktion med undantaget av spetsar som liknar videlöv inom Swiderienkulturen. Den tekniken krävde speciellt förberedda blad. Teknik med dubbla slagplattformar, sneda plattformar, ibland ryggade spån. Dessa likheter talar för ett intensivt kulturellt utbyte mellan grupperna vilket förutsätter ett större nätverk av kontakter mellan samhällena under yngre dryas och preborel tid. Exemplet visar på att gränsdragningen mellan kulturerna är svår och otillräckligt studerad inom arkeologin. Detta speglar troligtvis inledningen av kulturerna.

## Hårdare klimat ger nya levnadsvillkor
Omkring 10.600 f.Kr. kom kylan tillbaka och  genomsnittstemperaturen under sommaren föll till omkring 10 °C, och vintern fick en större mängd av snö. Den öppna ljusa björkskogen  klarade inte det kalla klimatet och tundran kom tillbaka. Tiden kallas yngre Dryas och varade till omkring 9.500 f.Kr. Detta kyligare klimat under yngre Dryas skedde ungefär samtidigt med, att den skandinaviska landisen nådde Billingen och en passage öppnades från den Baltiska issjön till västerhavet. Då föll vattenståndet i Östersjöbäckenet med omkring 10 meter, medan den ökade i väst. Doggerland blev mindre och dess kustlinje flyttades söderut. Djurlivet påverkades inte så mycket och renhjordarna stannade i sydskandinavien och utgjorde fortsatt huvudförsörjningen. I de sydliga delarna av det europeiska låglandet jagades även bäver, varg, räv och lo troligen mest för pälsens skull. 
Därimot fick  värmeperioden i preboreal tid som startade cirka 9.500 f.Kr. Genomsnittstemperaturen i juli steg till 16-18 °C. Renen sökte sig norrut på den skandinaviska halvön. Däremot verkar uroxe, bison och vildhäst att vandra in medan den irländska jättehjorten verkar ha dött ut. För människorna inom Ahrensburgskulturen som i huvudsak var renjägare betydde det att de åter måste lämna det sydskandinaviska området och följde renen norrut.

## Boplatser
Ahrensburgkulturen var mera rena renjägare än Brommekulturen som hade ett mer mångsidigt sätt att jaga. Det kallare klimatet gjorde att man återgick till renjakt igen. Man jagade på de platser som renarna måste passera på sina vandringar. Stellmoor i Ahrensburg är en så kallad tunneldal, med branta sidor och en avlång sjö i mitten av dalgången och passagen var två smala landremsor och dalen hade en böj med en backe som djuren måste passera runt och det var ett idealiskt ställe för jakt. Den mest kända och informationsrikaste boplatsen var Stellmoor i Holstein, där redskap och affallsrester hittades i sjöavlagringar. Den egentliga boplatsen har legat på en mindre backe. Bostade har bestått av ett 3,5 x 3 m stort ovalt tält eller hydda. Boplatsen beboddes mest på hösten men också på våren under flera år. Det viktigaste bytesdjuret var ren och på platsen har man hittat lämningar av minst 650 djur. Ripa gäss och änder har också jagats. På danska Lolland togs Hamburgkulturs jaktboplats Sølbjerg åter i bruk vilket är ett uttryck för att man återknöt till gamla livsmönster från tundrajägarnas tid. Bland övriga boplatser kan nämnas Meindorf nära Stellmoor. I Skåne finns boplatser vid Munkarp och Öbacken. I Danmark Bonderup, Broksø, Korsbjerggård och Løjesmølle på Själland och ovan nämnda Sølbjerg på Lolland.

### Redskap av råvarorna  ren och flinta, jaktmetod
Dessa två saker var de viktigaste förutsättningarna för Ahrensburgkulturens befolkning. Renarna försåg jägarna med kött och benmärg, skinn, senor hornkronor och ben till redskap. Av skinnen gjordes kläder, av benen koktes lim, av senorna gjordes bågsträngar.och rep. Flintan bearbetades till pilspetsar för jakten, skrapor för bearbetning av skinn och trä, och sticklar som användes i ben och hornarbeten. Tångespetsar skrapor och sticklar är typiska redskap för kulturen. Ahrensburgkulturens flintredskap er alla gjorda av spån och består av kort och långa spånskapor med utsväng egg., kant- och mittsticklar, enkla borr och sån med kant eller tvärretusch samt trapets och rombiska mikroliter och små smala skafttungepilar. Ahrensburgskulturens jaktvapen var pil och båge med pilar av tall med skafttungespets framför allt i äldre tid som i Brommekulturens men spetsen var mindre. Senare kom zonhoven-spetsar (döpta efter en lokal i Holland) Zenhovespetsar kännetecknas av att de är rakt  avhuggna istället för att ha skafttunga. Dessutom hade man harpuner af renhorn. Jaktmetoden har studerats med hjälp av flintspetsar eller fragment av spetsar i renbenen från Stellmoorboplatsen. Renflocken har passerat eller blivit driven förbi ställen där jägarna har väntat in dem. När djuren var tillräckligt nära och inte kunde vända har de beskjuitis av jägarna. Skotten har först kommit från sidan vid passagen och sedan rakt bakifrån då djuren försökte simma över den lilla sjön till andra sidan.

### Kult och offer
I Meiendorf hittades en ren och vid Stellmoor mer än 30 djur somhar sänkt i sjön med stenar i brösthålan. De har tolkats som offerdjur. Vid Stellmoor hittades en två meter lång påle spetsad i en ände och med ett renkranium i den andra änden. Det har tolkats som en totempåle för boplatsen.

## Hensbacka -Fosnakultur - en lokalt anpassad Ahrensburgkultur
De första bosättningsspåren i Norge och Sverige  är från övergången yngre Dryas till Preboreal tid.  Lou Schmitt ville redan 1999 anknyta Hensbackakulturen till Ahrensburgkulturen. Bättre levnadsmiljö och tidigare säsongsfärder till området på västkusten i Sverige gjorde senare att marina resurser tog i anspråk av människorna i Ahrensburgkulturen och vissa flyttade till dessa nordliga territorier. Lou Schmitt förklarar att västkustens marina resurser var en mycket rik miljö i slutet av istiden. Isavsmältningen tillförde rikligt med näringsämnen till fjordarna i havet som fick ett rikt djurliv och en god miljö för att försörja de mesolitiska bosättarna. Hensbacka på västkusten symboliserar på så sätt upplösningen i olika delar av den kontinentala Ahrensburgkulturen. I tidig mesolitikum finns inga spår av någon ny invandring i Bohuslän utan det är kontinuitet i bosättningen. Ny kunskap talar för egen utveckling inom Hensbacka och anpassning till den snabba klimatförbättringen under denna tid. Andra grupper flyttade till Norge där man har omvärderat vissa av de äldsta boplatserna som förr ansågs vara Fosnakultur till att vara av Ahrensburgsursprung.
- Se även Swidérienkulturen